# Korea.net
Korea.net hoặc KOREA.net là cổng thông tin điện tử chính thức của chính phủ Hàn Quốc.

## Tổng quan
Korea.net được quản lý bởi dịch vụ văn hóa và thông tin Hàn Quốc. Tính đến 2012, nó có sẵn tiếng Ả Rập, Trung Quốc, Anh, Pháp, Đức, Nhật, Nga, Tây Ban Nha và Tiếng Việt.

## Liên kết
- Website chính thức